# Billy Cunningham
William John "Billy" Cunningham (Brooklyn, Nueva York, 3 de junio de 1943)  es un exjugador de baloncesto estadounidense que jugó en las ligas NBA y ABA a finales de los 60 y principios de los 70. Recibió el apodo de "Kangaroo Kid" (el chico canguro). Fue además entrenador de Philadelphia 76ers durante 8 temporadas.

## Trayectoria deportiva

### Universidad
Después de demostrar sus cualidades en su instituto de Brooklyn, donde fue nombrado mejor jugador de su liga, fue reclutado por la Universidad de North Carolina, en donde consiguió unas estadísticas de 24,3 puntos y 15,1 rebotes, logrando hazañas tan destacadas como la de anotar 48 puntos en un único partido o la de conseguir 27 rebotes en otro. Para la posteridad, el récord de su universidad de rebotes en una temporada, con 16,1 por partido, en su segundo año.

### Profesional
Fue elegido en la séptima posición de la primera ronda del Draft de la NBA de 1965 por los Philadelphia 76ers, donde comenzó actuando como sexto hombre, ganándose poco a poco la titularidad, y llegando a su máximo apogeo en la temporada 1969-70, donde alcanzó unas estadísticas de 26,1 puntos y 13,6 rebotes. Ganó un título de la NBA en 1967 con Sixers, jugando junto a grandes estrellas como Wilt Chamberlain o Hal Greer.
El 1 de abril de 1970, en primera ronda ante Milwaukee Bucks, Cunningham anotó 50 puntos, su récord personal en playoffs. 
En 1972 ficha por Carolina Cougars, de la liga rival, la ABA, donde permanece temporada y media, siendo elegido MVP de la liga en 1973. Regresa posteriormente a Filadelfia, donde una lesión le obliga a retirarse con tan solo 32 años.

### Entrenador
Se hizo con el cargo de entrenador de los Sixers en 1977, construyendo un excelente equipo con jugadores de la talla de Bobby Jones, Maurice Cheeks, Andrew Toney, Moses Malone, y, por supuesto, el gran Julius Erving, con los que consiguió el título en 1983.
Es el entrenador que más rápidamente ha llegado a las 200, 300 y 400 victorias en toda la historia de la NBA.

## Logros y reconocimientos
- 5 veces All Star (una de ellas en la ABA).
- 3 veces elegido en el mejor quinteto de la NBA.
- Miembro del Basketball Hall of Fame desde 1986.
- Elegido uno de los 50 mejores jugadores de la historia de la NBA en 1996.
- Su camiseta con el número 32 fue retirada por los Sixers.
- Elegido en el Equipo del 75 aniversario de la NBA en 2021.